# Green Carnation
A Green Carnation 1990-ben Kristiansandban alakult norvég progresszív rock/progresszív metal zenekar, art rockként (művészi rockként) is szokták emlegetni zenéjüket Az együttes neve („zöld szegfű”) Robert Hichens 1894-ben megjelent, először névtelenül kiadott botrányos és sikeres regényére (A zöld szegfű) emlékeztet. Néha kettőspontot írtak a logójuk elé, például koncerteken a háttérben levő óriásvásznon így volt írva a zenekar neve - ":Green Carnation". Zenéjük mondhatni sokszínű, stílusilag és hangzásilag különféle változásokon ment keresztül, 2006-ban már egy teljesen akusztikus lemezzel jelentkeztek. Minden újabb lemezmegjelenéssel a zene folyamatosan vesztett súlyosságából; death metalos motívumokkal kezdődően, doom metal-progresszív metalon keresztül egészen az inkább hard rockosabb hangzású progresszív rockig különféle jellemző elemek fellelhetők zenéjükben.

## Története

### A kezdet, alakulás (1990-2001)
A zenekart alapító tagok: Christian "X" Botteri, Cristopher Botteri, Terje Vik Schei (színpadi vagy művésznevén Tchort) és Anders Kobro. 1991-ben kiadtak egy death metal demót Hallucinations of Despair címmel. Aztán Tchort kilépett a zenekarból 1992 végén, hogy csatlakozzon basszusgitárosként a mára már világhírű Emperor nevű black metal együtteshez. Az ő távozásával az énekes Richard Olsen szintén úgy döntött, hogy kiszáll, így bekövetkezett a zenekar korai halála.
Tchort 1992-től 1998-ig számos más zenekarban tevékenykedett, főleg a black metal színtéren, olyan nevek zenéihez járult hozzá, mint a Satyricon, az Einherjer vagy a Carpathian Forest.
A Green Carnation új vokalistát talált, stílus- és névváltoztatásuknak eredményeként született az In the Woods… nevű avantgarde metal zenekar.
Barátságuknak és a Green Carnation-hoz fűződő kezdetbeli vágyaiknak köszönhetően a zenészek 1998-ban úgy döntöttek, hogy újraalakítják az együttest, és elérik nyolc évvel korábban kitűzött céljaikat. Tchort összefogott X-Botteri gitárossal valamint annak testvérével, Christopher Botteri basszusgitárossal, és új dobosra találtak Alf T. Leangel személyében.
“Úgy döntöttünk, hogy újra összeállunk, mert még nem értük el igazán azt, amit szerettünk volna, amit ezzel a zenekarral terveztünk.” – mondta Tchort.
A debütáló album alkotási folyamata, a zeneszerzés inspiráló hatású volt, ugyanakkor felébresztette Tchort kreativitását, amely lányának halála óta lankadni tetszett - eme tragédia inspirálta az első koncepcióalbumot. Tchort és X-Botteri együtt írták a dalokat, plusz mindegyikük megalkotta a “saját” dalát is a lemezre. A közös zeneszerzés és munka ugyanakkor kihívás is volt, amire mindketten már a zenekar megalakulása óta vártak. A 72 perces lemez felvételeit 1999. júliusban kezdték a Kristiansand-i norvég Jailhouse stúdióban. Az vokalisták részvétele nehézségekbe ütközött, végül a vokális témák 5 énekes, azaz Vibeke Stene, Atle Dorum, Geir Sollid, Synne Soprana and Linn Solaas közreműködésével kerültek felvételre, csaknem teljes egészében improvizációs folyamat volt. Első nagylemezük csak 2000. októberében került kiadásra a német Prophecy Productions által, Journey to the End of the Night címmel. A doom és folk stílusjegyeit hordozó metal zene volt.
A bemutatkozó albumot követően a Green Carnation további tagcseréket szenvedett.
“Körülbelül fél év gyakorlás és próbák után felvettük az első albumunkat, de a többiek úgy döntöttek, hogy individuálisan, külön akarják folytatni zenei pályafutásaikat, így egy teljesen új felállást kellett találnom a második lemezhez.” – nyilatkozta a gitáros Tchort.
Egy évvel az első album után, 2001. júliusban a Green Carnation készen állt az új lemez rögzítésére, így novemberben kiadták a Light of Day, Day of Darkness című második opuszukat is. Ezen a felvételen tehát a zenekar új felállásban mutatkozik, az eredeti tagok közül csak Tchort maradt, viszont visszatért a kezdeti idők dobosa, Anders Kobro (az In the Woods… korszakbeli zenész, aki Tchortnak csapattársa volt a Carpathian Forestben is), és az újonnan csatlakozott énekes a Trail of Tears-ben is játszó Kjetil Nordhus lett. Az új felállás tehát a következő tagokat foglalta magába: Stein R. basszusgitáros, Bjørn H. gitáros, Kjetil Nordhus énekes, Anders Kobro dobos, és Tchort gitáros, dalszövegíró és zeneszerző.
Kuriózumnak számított, hogy az albumon egyetlen 60 perces dal szerepel, a címadó Light of Day, Day of Darkness. A témát ezúttal Tchort fiának születése inspirálta. Az egyórás felvételt minden idők egyik legigényesebb és kritikailag legmagasztaltabb projektjeként tartják számon.
“Ezt a lemezt nem látod a Kaaza-n (zenemegosztó, zeneletöltéses weboldal)!” – mondta Tchort. Egy masszív, 150 sávon rögzített vállalkozás 30 vendégzenész, és egy gyermekkórus közreműködésével.
Nőtt az eladott lemezek száma, a Light of Day, Day of Darkness A Hónap Albuma címet kapta. Továbbá felléptek a világ egyik legnagyobb fesztiválján, a németországi Wacken Open Air-en, ahol 8000 rajongó előtt teljes egészében élőben előadták akkori legutolsó albumukat. A progresszív metal epikus mű európai megjelentetését úgyszintén a Prophecy Productions intézte, míg az Egyesült Államokbeli kiadásért a The End records volt felelős.

### Műfaji elágazás és új identitás (2001-2006)
A nagy sikerű fesztiváli élő bemutatkozás lendületével néhány hónap után elkezdtek dolgozni következő lemezükön. A tulajdonképpeni felvételek 2003. január-február időszakban lezajlottak, melyeken Stein Roger basszusgitározott.
Két évvel a Light of Day, Day of Darkness megjelenése után az együttes a francia Season Of Mist lemezkiadó cégen keresztül jelentkezett a 2003. június 16-án megjelent A Blessing in Disguise albumával. Ez a lemez stilisztikai váltás, elmozdulás volt a zenekar számára, a dalok - terjedelmi szinten - úgymond színpadképesebbek lettek egyórás elődjükhöz viszonyítva. Vegyültek itt progresszív metal/rock elemek enyhén gótikus árnyalatokkal és hard rock elemekkel, egy új zenei terepre helyezve a zenekart.
A norvégok visszatértek világszerte a metal toplisták élére, új lemezük hatszorosan lett A Hónap Albuma, nemzetközileg a legnagyobb metal szaklapok elismerését és dicséretét nyerték el, mint például a Terrorizer, Metal Hammer, és Brave Words & Bloody Knuckles. A hosszú várakozásoknak eleget téve a színpadi zenéléshez is visszatértek, bemutatva az A Blessing in Disguise-t szülőhazájuk három nagy nyári fesztiválján: Quartz, Hole in the Sky és Elements of Metal. Ugyanabban az évben főzenekarként végigjárták Európát. Bjørn Harstadot felváltotta Michael S. Krumins (gitár és theremin) a turné idején és több egymást követő fellépésen. Az élő műsorokra való igény nyugtalanította, zavarta az együttes egyes tagjait, és mielőtt Lengyelországba utaztak volna élő műsoros DVD-jüket elkészíteni, Bernt A. Moen billentyűs kilépett a zenekarból túl zsúfolt időbeosztására hivatkozva. Bár Øystein Tønnessen szerepelt a DVD-n, Kenneth Sildent (korábban a Turbonegro tagja) tartják azóta állandó tagnak.
Az Alive and Well…in Krakow tehát a :Green Carnation energikus lengyelországi koncertjét tartalmazza, 8 melodikus, ugyanakkor súlyos és progresszív dalt, plusz bónuszvideókat, interjút, fotógalériát.
A következő :Green Carnation album, a The Quiet Offspring felvételeit (2004. augusztus-szeptember) követően az őstag Anders Kobro is elhagyta az együttest zenei nézeteltérések miatt. Az ő helyére lépett Tommy Jackson. A fent említett album piacra dobása 2005 februárjára volt tervezve, a Season Of Mist terjesztette világszerte, Észak-Amerikában pedig a The End Records lemezkiadó.
Az énekes Kjetil Nordhus így nyilatkozott: “Felvettünk 11 dalt a Sound Suite Studios-ban Terje Refsnes producerrel és nagyon elégedettek vagyunk az eredménnyel meg a hangzással. Súlyosabb mindennél amit eddig csináltunk, a produceri munka nagyon jó. És öröm volt számunkra újra együtt dolgozni a nagyszerű művésszel, Niklas Sundin-nal, akinek a borítóterveket, a vizuális elemeket köszönhetjük”.
A The Quiet Offspring az együttest egy még hard rockosabb stílus fele vitte. Később 2005-ben kiadtak egy kislemezt (EP-t) The Burden Is Mine… Alone címmel. Ezen debütált énekesként is a zenekarban a basszusgitáros/gitáros Stein Roger Sordal, ő írta és énekelte fel a címadó dalt. A limitált példányszámú kiadvány a következő lemez ízelítőjének is bizonyult. Négy akusztikus darab közül kettő addig kiadatlan szám (a „Six Ribbons” és a „Transparent Me”).
2006 elején jelent meg az ötödik nagylemez, az Acoustic verses, egy újabb stílusbeli váltásként a zenekar számára. Ezúttal minden tag akusztikus hangszeren játszik. A Green Carnation megmutatta így lágyabb, melegebb oldalát a nagyközönségnek, ugyanakkor megőrizte a rá jellemző sajátos progresszív és sötétebb hangulatot.

### Végső időszak, feloszlás (2007)
Az Acoustic Verses lemezhez tartozó könyvecskében Tchort leírásai szerint a következő album második része lesz a The chronicles of doom trilógiának, amely a Light of Day, Day of Darkness lemezzel kezdődött, a címe pedig The rise and fall of mankind lesz.
2007-ben a csapat elkészítette második, élőfelvételeket tartalmazó, A Night Under the Dam című DVD-jét (magyarul „Egy éjszaka a gát alatt”). A DVD-n a 2006. augusztus 3-i otthoni koncertjük videófelvétele látható, némi extrákkal kibővítve a stílus kedvelői számára. Majdnem 700 méterrel a óceánszint fölött zenéltek, egy 30 méter magas régi gát szolgált díszletül, a rajongók több kilométert mentek befele a norvég hegyek közötti vad vidékre, a természet maga volt a koncert színhelye. Eljátszották az egész Acoustic Verses albumot, plusz néhány másik dalt egy több mint 500 fős lelkes rajongótábor előtt. Egyesek az Amerikai Egyesült Államokból, Olaszországból, Írországból, Németországból vagy Hollandiából utaztak a különleges eseményre. A Green Carnationt vendégzenészként a Kristiansand String Quartet vonósnégyes kísérte, ugyanakkor két duett erejéig (Transparent Me és a Jon English-feldolgozás, Six Ribbons) fellépett velük a norvég énekesnő Anne Marie Almedal is. A gitáros Tchort így kommentálta az eseményeket a koncert után:
Még mindig a tegnapi est hatása alatt vagyunk. Az Eikerapen Roots fesztivál csapata (egyike a szervezőknek a Sublife Productions mellett) nagyon jó munkát végeztek, előkészítették a terepet a tömeg érkezésére, felállítottak egy színpadot a vadon közepébe, ahol korábban aligha jártak emberek – kivéve amikor 1939-ben felépítették ezt a gátat. Bulldózerek napokig dolgoztak, hogy utakat, a buszok számára fordulóhelyeket előkészítsenek, Bjørnar Skutlaberg pedig nagyszerű munkát végzett a fényekkel, varázslatossá alakította a környéket. Ruben, a hangtechnikusunk újra felülmúlta magát, hihetetlen jól szóltunk ezen a feledhetetlen estén, és nem utolsósorban köszönet a hűséges rajongóknak, akik a világ minden részéről eljöttek megnézni minket. Zenész vagyok, de elsősorban zenerajongó vagyok, viszont nem hiszem, hogy fel tudnék emelkedni akármelyik :Green Carnation-rajongó szintjére, főleg azokéra, akik eljöttek ide tegnap este. Nagyon örülök nekik, hogy a műsor jól alakult, és az időjárás is tökéletes volt. Nagy élmény lehetett számukra, ahogy számunkra is az volt.
A fellépést követően három norvég televíziócsatorna tudósított arról a napról, amit a média, a rajongók és a zenei lapok újságírói a norvégiai koncertsorozatok egyik leglátványosabbjának és legkiválóbbjának tartanak.
2007. augusztus 17-én Terje Vik Schei (Tchort) kijelentette, hogy a :Green Carnation zenekar feloszlik, a tagok nem folytatják. Ennek oka főleg az amerikai turnéjuk rossz szervezése, és az ezt követő újabb anyagi és motivációs hiányok, károk. A gitáros azt nyilatkozta, hogy továbbra is fog „zenét írni Green Carnation név alatt, de valószínűleg sosem újra élőben játszani a zenekarral.” A várva várt The Rise and Fall of Mankind elhalasztódott, senki sem tud pontos megjelenési dátumot, de Tchort szerint az album kiadásra kerül majd valamikor a jövőben.

## Diszkográfia

### Stúdióalbumok
| Év                            | Cím                             |
| ----------------------------- | ------------------------------- |
| 2000                          | Journey to the End of the Night |
| 2001                          | Light of Day, Day of Darkness   |
| 2003                          | A Blessing in Disguise          |
| 2005                          | The Quiet Offspring             |
| 2005                          | The Burden Is Mine...Alone (EP) |
| 2006                          | Acoustic Verses                 |
| Megjelenési dátum ismeretlen. | The Rise and Fall of Mankind    |

### Más kiadványok
| Év   | Cím                         | Formátum |
| ---- | --------------------------- | -------- |
| 1991 | Hallucinations of Despair   | Demo     |
| 2004 | The Trilogy                 | Box set  |
| 2004 | Alive and Well... in Krakow | DVD      |
| 2007 | A Night Under the Dam       | DVD      |

## Zenekari tagok

### Utolsó felállás
- Terje "Tchort" Vik Schei - gitár, dalszövegek (Tchort, Saducismus Triumphatus, Servants Of The Realm, Valgalder, Satyricon, Einherjer, Carpathian Forest, Emperor, Blood Red Throne)
- Stein Roger Sordal - basszus, vokál (Vertigo Steps)
- Kjetil Nordhus - vokál, dalszövegek (In Vain, Trail Of Tears, Chain Collector, Tristania)
- Tommy Jackson - dobok (Witchcraft, Naervaer)
- Michael S. Krumins - gitár, theremin (Natt, Sirenia, Trail Of Tears)
- Kenneth Silden - billentyűsök

### Jelenlegi tagok
- Terje "Tchort" Vik Schei - gitár, dalszövegek

### Korábbi tagok
- Bernt A. Moen - billentyűsök (Blood Red Throne)
- Bjørn Harstad - gitár
- Anders Kobro - dobok (Blood Red Throne, In The Woods..., Neon God, Scariot, Opus Forgotten, Chain Collector, Last Call Inc., Java Junkies, Valgalder, Carpathian Forest)
- Alf T. Leangel - dobok
- Christian "X" Botteri - gitár (Naerver, In The Woods..., X-Botteri)
- Christopher "CM" Botteri - basszus (In The Woods...)

### Stúdiós vendégzenészek
- Bernt A. Moen - billentyűsök (Blood Red Throne)
- Bjørn Harstad - gitár
- Endre Kirkesola - basszus, billentyűsök (In Vain, In The Woods, Trail Of Tears, Scariot, Chain Collector, Carpathian Forest, Lars Martin Myhre, Mungolian Jet Set, Tørst, Cobolt 60, Blood Red Throne)
- Astri Skarpengland - vokál (Trail Of Tears)
- Jan Kenneth Transeth - zongora, vokál (Innhalator, Soxpan, Stille Oprör, Transit, Black Bone Chapel, Naervaer, In The Woods..., Opus Forgotten)
- Vibeke Stene - vokál (Tristania)
- Roger "Nattefrost" Rasmussen - gitár, vokál, basszus (Bloodline, Helvete, World Destroyer, Nattefrost, The Childmolesters, The Nonono's, Enthrone, Aura Noir, Endwarfment, Secht, Taake, Grimm, Carpathian Forest, Hatepulse, Aborym, Shining, Disiplin)
- Arvid Thorsen - basszus, szaxofon (Duckwalk Chuck, Carpathian Forest)
- Geir Solli - basszus (Naervaer, Antarctica, Scariot)
- Ole Vistnes - basszus (Tristania, Autumn Inspiration, Zerozonic)